# Лебеди в камышах
«Лебеди в камышах» — картина немецкого художника-романтика Каспара Давида Фридриха из собрания Государственного Эрмитажа.

## Описание
На фоне предрассветного неба показаны два белых лебедя расположившиеся в гнезде в камышах, на переднем плане вдоль всего нижнего края картины видны несколько нераскрывшихся бутонов кувшинок (лотосов).
Впервые мотив лебедей Фридрих использовал в одноименном этюде около 1820 года, эта работа хранится в доме-музее Гёте во Франкфурте-на-Майне. Немецкий искусствовед Хельмут Бёрш-Зупан выдвинул версию что появление в творчестве Фридриха настолько необычного мотива — цветка лотоса и лебедей — вызвано впечатлением, которое оказали на художника философское сочинение немецкого драматурга и поэта Отто Генриха фон Лебена «Листы лотоса» (1817) и его же сборник стихотворений «Лебедь» (1816). 
Картина была написана около 1832 года, поскольку в этом году была показана публике в Праге, на выставке, устроенной пражским меценатом Алоизом Кларой. 

## Провенанс

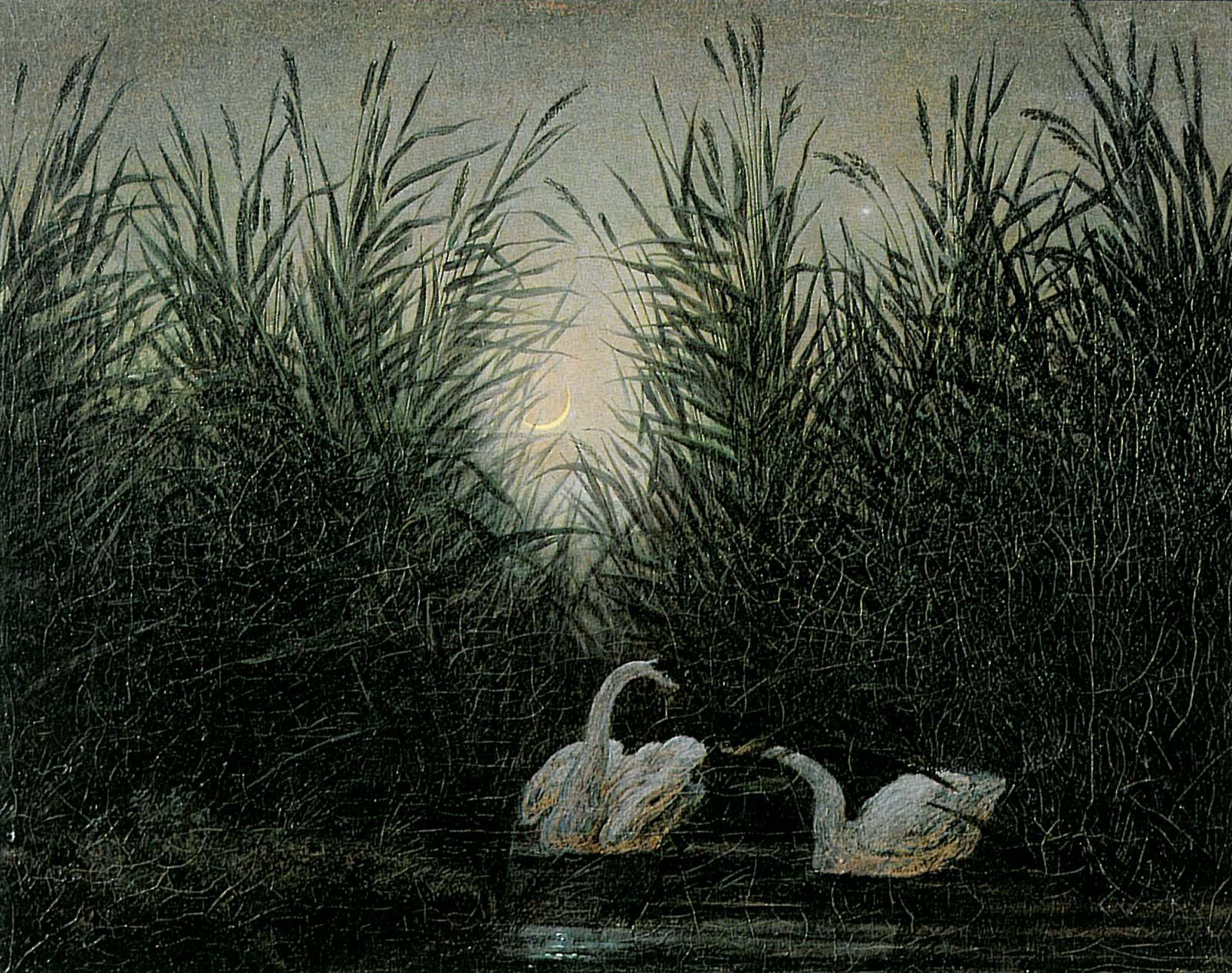
«Лебеди в камышах». Ок. 1820. Дом-музей Гёте, Франкфурт-на-Майне.

В начале 1832 года картина экспонировалась на выставке в Праге, а в начале 1836 года была приобретена Дворцовым правлением и отправлена в Россию, где помещена в Знаменский дворец, а после смерти Николая I перевезена в Ропшинский дворец, откуда в 1928 году была передана в Государственный Эрмитаж; с конца 2014 года выставляется в здании Главного Штаба в зале 352.